# Declaration of Arbroath

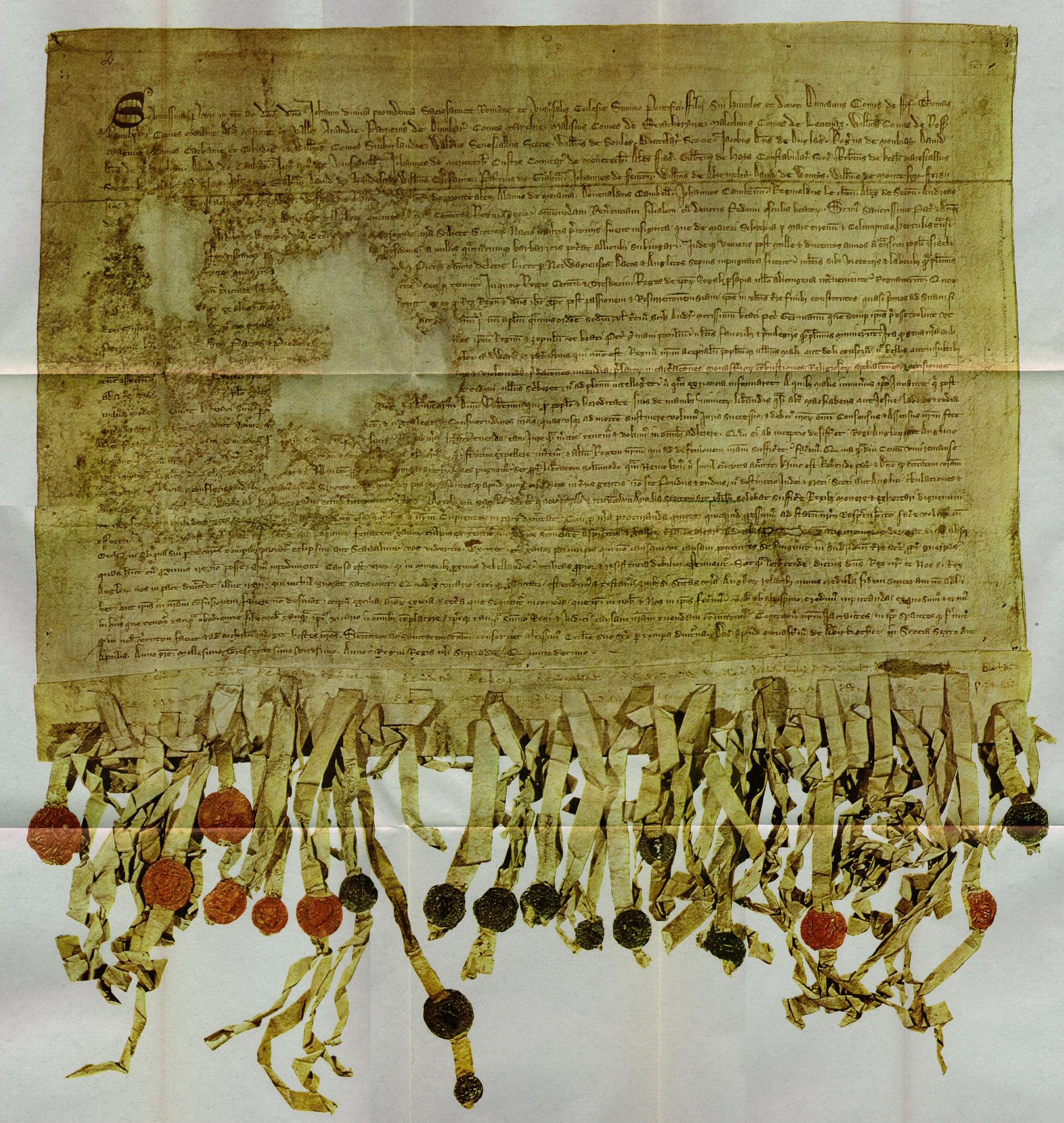
Reproductie van een exemplaar van de Declaration of Arbroath uit 1320

De Declaration of Arbroath is een brief die op 6 april 1320 door Schotse edelen verstuurd werd naar paus Johannes XXII. Deze brief wordt tegenwoordig beschouwd als de Schotse onafhankelijkheidsverklaring.

## Toedracht
In 1290 overleed Margaretha, jonkvrouw van Noorwegen, de laatste nakomeling van Alexander III van Schotland, waardoor er geen duidelijke Schotse troonopvolger meer was. Er waren in totaal dertien edelen die aanspraak maakten op de troon. Eduard I van Engeland maakte van deze situatie gebruik en wierp zichzelf op als heerser van Schotland. Hij benoemde vervolgens een van de dertien edelen tot koning van Schotland, namelijk John Balliol, die in 1292 de troon besteeg.
John Balliol bevond zich in een moeilijke positie, hij was namelijk zowel van Eduard I als van de Schotse edelen afhankelijk. In 1296 trok hij ten strijde tegen Edward I, maar werd gevangengenomen en afgezet als koning. Eduard I plunderde vervolgens Schotland en verklaarde het tot deel van het Engelse koninkrijk. Hiermee begon de Schotse onafhankelijkheidsoorlog.
Het eerste grote succes van de Schotten was de Slag bij Stirling Bridge in 1297, waar onder leiding van William Wallace de Engelsen werden verslagen. De Schotten bleven wel onderling verdeeld, waardoor dit succes niet leidde tot de Schotse onafhankelijkheid. In 1305 werd William Wallace, mogelijk door verraad, gevangen en vervolgens terechtgesteld in Londen.
Robert the Bruce en John Comyn, bijgenaamd The Red (de Rode), waren in 1306 twee Schotse edelen die aanspraak maakten op de troon. In februari 1306 ontmoetten ze elkaar in de kerk van Dumfries. Het is onbekend wat er zich precies heeft afgespeeld tijdens deze ontmoeting, maar in ieder geval heeft Robert John in de kerk gedood. Het is onwaarschijnlijk dat dit gepland was, aangezien een moord in een kerk in de Middeleeuwen leidde tot excommunicatie door de paus; je goederen werden verbeurd verklaard en je werd vogelvrij. Bovendien maakte deze daad hem ook onder zijn eigen aanhangers minder geliefd. In plaats van te vluchten koos Robert de aanval; hij liet zich kronen tot koning van Schotland op 25 maart 1306.
In de jaren daarop slaagde Robert erin Schotland onder zich te verenigen. Eduard I van Engeland werd in 1307 opgevolgd door zijn zoon, Eduard II van Engeland, die politiek en militair minder daadkrachtig was. Hierdoor waren de Schotten in staat het grootste deel van hun land weer terug te winnen.

## Brief
In de Middeleeuwen had de Katholieke Kerk niet alleen veel invloed op het dagelijkse leven, maar ook op de wereldpolitiek. Robert the Bruce en de Schotse edelen beseften dat de steun van de kerk van groot belang zou zijn voor het creëren van een Schotse staat. De edelen stelden daarom in maart 1320 tijdens een vergadering in Newbattle Abbey gezamenlijk een brief op aan paus Johannes XXII. In deze brief verzochten ze hem om erkenning van Schotland als zelfstandige staat met Robert the Bruce als koning. Indirect was hierbij ook het verzoek om de excommunicatie van Robert te herroepen. De definitieve versie van de brief werd op 6 april 1320 in Arbroath Abbey opgesteld.

## Inhoud
De brief was opgesteld in het Latijn. De belangrijkste passage is vrij vertaald als volgt:

Wij zijn bevrijd van vele en grote kwaden door de moed van onze heer en koning Robert. Zoals Judas Maccabeüs en Jozua heeft hij pijn, verlangen en gevaar getrotseerd om zijn volk en koninkrijk te redden van hun vijanden. Vanwege zijn afkomst, de voorzienigheid van God, de wettige opvolging en onze onderlinge instemming, hebben wij hem tot onze koning gemaakt, omdat door hem onze redding is bewerkstelligd.
Als hij ons doel zou opgeven en zou knielen voor de Engelsen, dan zouden wij hem uit ons midden verwijderen als een vijand, en een andere koning kiezen, die ons zou beschermen. Want zolang er nog honderd van ons overgebleven zijn, zullen wij nooit knielen voor de Engelse heerschappij. Wij vechten niet voor glorie, noch voor rijkdom, noch voor eer, maar voor die vrijheid, waarvan geen mens afstand doet, behalve met zijn leven.

## Invloed
De directe uitwerking van de brief op paus Johannes XXII is niet bekend. De beide doelen van de brief werden uiteindelijk wel bereikt. In januari 1324 erkende de paus Robert als koning van Schotland. In oktober 1328 werd de excommunicatie opgeheven.
Het hierboven geciteerde stuk heeft historisch veel belang. Het geeft vermoedelijk een nieuw concept voor die tijd weer. Er blijkt namelijk uit dat de Schotten hun koning niet vanzelfsprekend volgden. Er is sprake van een koning die regeert met instemming van het volk, een soort van gekozen koning.
Ten slotte is de brief belangrijk, omdat hij gezien wordt als de Schotse onafhankelijkheidsverklaring van Engeland.